# Rosslyn Farms
Rosslyn Farms és una població dels Estats Units a l'estat de Pennsilvània. Segons el cens del 2000 tenia 464 habitants.

## Demografia
Segons el cens del 2000, Rosslyn Farms tenia 464 habitants, 185 habitatges, i 145 famílies. La densitat de població era de 298,6 habitants/km².
Dels 185 habitatges en un 30,3% hi vivien nens de menys de 18 anys, en un 71,4% hi vivien parelles casades, en un 3,8% dones solteres, i en un 21,6% no eren unitats familiars. En el 16,8% dels habitatges hi vivien persones soles el 5,9% de les quals corresponia a persones de 65 anys o més que vivien soles. El nombre mitjà de persones vivint en cada habitatge era de 2,51 i el nombre mitjà de persones que vivien en cada família era de 2,84.
Per edats la població es repartia de la següent manera: un 23,9% tenia menys de 18 anys, un 3% entre 18 i 24, un 26,9% entre 25 i 44, un 31,9% de 45 a 60 i un 14,2% 65 anys o més.
L'edat mediana era de 44 anys. Per cada 100 dones de 18 o més anys hi havia 91,8 homes.
La renda mediana per habitatge era de 87.500 $ i la renda mediana per família de 106.799 $. Els homes tenien una renda mediana de 75.327 $ mentre que les dones 42.083 $. La renda per capita de la població era de 56.612 $. Entorn del 2,6% de les famílies i el 5,8% de la població estaven per davall del llindar de pobresa.

## Poblacions més properes
El següent diagrama mostra les poblacions més properes.